# Beurre blanc

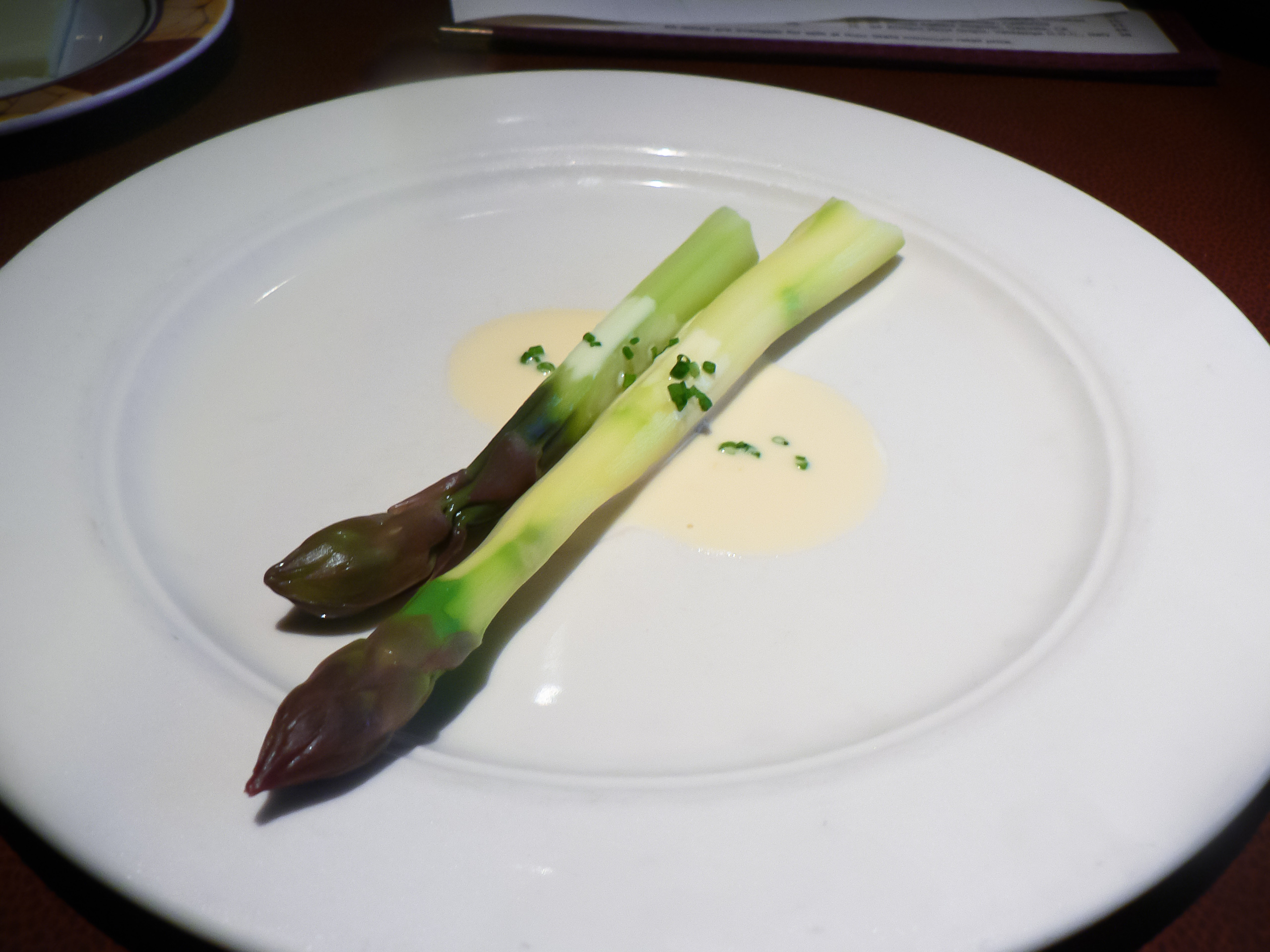
Dos espárragos púrpuras en una salsa Beurre blanc.

Beurre blanc (en  francés significa: mantequilla blanca) es una salsa francesa creada en la región de Bretaña por lo que se conoce también como beurre nantais (mantequilla de Nantes). Se trata de una salsa elaborada con mantequilla añadida a una reducción de vino blanco (en la cocina francesa se emplea a veces un Muscadet) con chalotas. A veces se encuentran recetas que incluyen crema de leche como agente estabilizante, pero es punto de debate entre los puristas y los cocineros modernos. Es ideal en el acompañamiento de pescados, mariscos y verduras.

## Origen
La cocinera francesa Clémence Lefeuvre (Clémence Prau, de soltera; 1860-1932) inventó la salsa beurre blanc. Se menciona que fue por error al elaborar una salsa en su restaurante "La Buvette de la Marine" situado en el pueblo de Saint-Julien-de-Concelles, a orillas del río Loira, cerca de Nantes. La leyenda dice que quería hacer una salsa bearnesa a la que se le olvidó echar huevo.